# Heartbreaker (Led Zeppelin)
Heartbreaker is een nummer van de Engelse rockband Led Zeppelin. Het is het vijfde nummer van hun tweede album Led Zeppelin II uit 1969.

## Opname
Het nummer is opgenomen in de A&R studio’s in New York tijdens de tweede concerttour van Led Zeppelin in 1969 in Noord-Amerika (Verenigde Staten en Canada). Het nummer bevat een gitaarsolo die gekenmerkt wordt door de zogenaamde two-hand-tappingtechniek en werd in 2008, door het Amerikaanse muziektijdschrift Guitar World , verkozen tot een van de beste gitaarsolo’s ooit.
In een interview dat gitarist Jimmy Page in 1993 had met Guitar World, zei hij dat de gitaarsolo later in een andere studio was opgenomen. Dat is de reden dat het geluid anders klinkt dan de rest van het nummer. Hij voegde er nog aan toe dat het de eerste opname was waarin hij op zijn Gibson Les Paul gitaar speelde in combinatie met een Marshall-versterker. Deze gitaar had Page in 1969 van de Amerikaanse gitarist Joe Walsh gekocht voor $ 1200,-.
Page:

Ik vond het gewoon leuk om te doen. Ik probeerde altijd iets anders te doen, of iets waar nog nooit iemand op gekomen was. Maar het mooiste van de solo is, dat hij opgenomen is nadat "Heartbraker" al helemaal af was - de solo was eigenlijk maar bijzaak. Hij is ook nog eens opgenomen in een andere studio en is daarna zo’n beetje midden in het nummer geplaatst. Als je goed luistert, klinkt het geluid van de gitaar ook heel anders.

## Live-uitvoeringen
De eerste live-uitvoering van Heartbreaker was tijdens een optreden in het Olympia theater in Parijs op 10 oktober 1969.
Het optreden was onderdeel van de Europese tour in de herfst van 1969 waarbij ook Nederland door de band werd bezocht. Het nummer was vanaf toen, tijdens optredens, een vast onderdeel van de setlist tot en met de achtste Noord-Amerika tour van 1972. Daarna werd het nummer wisselend als toegift gespeeld.
Vanaf 1970 tot en met 1972 werd Heartbreaker direct na het nummer Immigrant Song gespeeld, de twee nummers liepen daarbij muzikaal, zonder pauze in elkaar over.
Heartbreaker is, samen met het nummer Communication Breakdown, het enige nummer dat elk jaar tijdens tournees live gespeeld werd.
Bij live-optredens had Jimmy Page de gewoonte om te improviseren tijdens het spelen van de gitaarsolo in het nummer. Zo verwerkte hij onder meer gedeelten van het muziekstuk Bourrée in e-klein van de Duitse componist Johann Sebastian Bach in de solo. Opnames daarvan zijn te horen op de albums BBC Sessions (opgenomen op 1 april 1971 in het Paris Theatre in Londen) en How the West Was Won (opgenomen op 25 en 27 juni 1972 tijdens twee concerten in de staat Californië in de VS).
Page gebruikte ook fragmenten van het nummer The 59th Street Bridge Song (Feelin' Groovy) van het Amerikaanse zangduo Simon & Garfunkel. Bij sommige uitvoeringen werd de solo ook nog uitgebreid met fragmenten van het Engelse volksliedje Greensleeves.
In de concertfilm The Song Remains the Same (1976), is een live-versie te zien die is opgenomen tijdens een concert in 1973 in Madison Square Garden in New York. De opname is niet in zijn geheel te zien maar in gedeeltes, verspreid over de film. Op de heruitgave uit 2007, van het eveneens uit 1976 daterende album, staat een volledige uitvoering van Heartbreaker.
De laatste keer dat Led Zeppelin het nummer live speelde, was op 29 juni 1980 in de Zwitserse stad Zürich in het kader van de Europese tournee in dat jaar.
Na de plotselinge dood van drummer John Bonham op 25 september 1980, speelden Page, Plant en Jones Heartbreaker op 14 mei 1988 tijdens het Atlantic Records 40th Anniversary concert in Madison Square Garden waarbij Jason Bonham de plaats achter het drumstel innam van zijn vader John.
Gitarist Jimmy Page speelde het nummer samen met de Amerikaanse rockband The Black Crowes tijdens hun gezamenlijke tournee in 1999. Een liveversie daarvan staat op het album Live at the Greek.

## Invloed
Heartbreaker is een van de nummers die een rol spelen in het boek 31 Songs van de Engelse schrijver Nick Hornby, waarin hij de emotionele waarde beschrijft die de betreffende nummers voor hem hebben.
De Amerikaanse muziekproducent Rick Rubin zei over het nummer:

Een van de beste gitaarriffs in de rockmuziek. Het nummer begint, en het lijkt alsof ze niet echt weten waar "het" is. Magisch in al zijn onbeholpenheid.

Gitarist Eddie Van Halen van de Amerikaanse hardrockband Van Halen heeft de gitaarsolo van Heartbreaker ooit aangeduid als de oorsprong van zijn (Van Halen’s) tappingtechniek. Tijdens een interview dat hij in 2008 had met Guitar World zei hij:

Ik geloof dat ik het idee om te tappen kreeg, toen ik in 1971 Jimmy Page de solo in Heartbreaker zag doen. Hij trok aan een open snaar en toen dacht ik, wacht eens even, open snaar... trekken? Dat kan ik ook, en als ik dan mijn vinger er snel overheen beweeg? Ik nam het gewoon over - en weg was ik.

De Amerikaanse gitarist Steve Vai zei in 1998 tegen Guitar World:

Deze solo (Heartbreaker) had de meeste invloed op me toen ik jong was. Hij was uitdagend, brutaal, krachtig en scherper dan de hel. Het is de absolute gitaarsolo. 

## Cover-versies
Heartbreaker is door diverse artiesten gecoverd. De bekendste zijn:

- De al eerder genoemde versie van Jimmy Page samen met The Black Crowes.
- De Amerikaanse grungeband Nirvana speelde het nummer tijdens een optreden op 7 maart 1987 in Raymond in de Amerikaanse staat Washington. Deze versie is in 2004 verschenen op het verzamelalbum With the Lights Out.
- De Amerikaanse band Dread Zeppelin nam het nummer in 1990 op voor hun debuutalbum Un-Led-Ed. Ze gebruikten hierbij de tekst van het nummer Heartbreak Hotel van Elvis Presley.

## Bezetting
- Robert Plant - zang
- Jimmy Page - elektrische gitaar
- John Paul Jones - basgitaar
- John Bonham - drums